# Saturnino Rustrián
Saturnino Rustrián Cáceres (* 29. November 1942 in San José Pinula; † 14. Juli 2013 in Ciudad de Guatemala) war ein guatemaltekischer Radrennfahrer.

## Sportliche Laufbahn
Rustrián war Straßenradsportler und Teilnehmer der Olympischen Sommerspiele 1968 in Mexiko-Stadt. Im olympischen Straßenrennen kam er auf den 22. Platz. Im Mannschaftszeitfahren kam Guatemala mit Evaristo Oliva, Francisco Cuque, Jorge Inés und Saturnino Rustrián auf den 21. Rang.
Rustrián siegte in den Etappenrennen Vuelta a Costa Rica 1966 und 1968 sowie in der Vuelta a Guatemala 1966. In der Vuelta a Guatemala 1967, 1968 und 1971 wurde er Dritter. 1972 wurde er hinter Samuel De Jesus Zweiter. Etappensiege holte er 1965, 1968, 1969. In der Vuelta a Costa Rica gewann er 1966 und 1968 Etappen. Bei den Zentralamerika- und Karibikspielen 1966 kam er im Straßenrennen auf den 16. Platz. Im Straßenrennen der Zentralamerika- und Karibikspiele 1970 wurde er Dritter.